# Laat de Doden Sterven
Laat de Doden Sterven is een fantasyboek van de Britse schrijfster Tanith Lee.

## Verhaal
Parl Dro de geestendoder trekt rond om de rondwarende geesten van de gestorvenen het zwijgen op te leggen. In een huis net buiten een dorpje vindt hij de twee zusters Cilny en Ciddey. Een van hen is dood, de ander niet. Maar wie van de twee is degene die hij moet doden?